# Джами махале (Зъхна)
Джами махале (на гръцки: Τζαμὶ Μαχαλά, Τζαμὶ Μαχαλέ) е обезлюдено село в Гърция, намиращо се на територията на дем Просечен, област Източна Македония и Тракия.

## География
Селото се намирало в южните склонове планината Щудер, източно от Нови Калапот (Ангитис) и северно от Кобалища (Кокиногия).

## История
В В XIX век Джами махале е турско юрушко село в Османската империя, най-голямата от петте махали на Чали Баши. След като Джами махале попада в Гърция в 1913 година, по силата на Лозанския договор в 1923 година жителите на селото са изселени в Турция и селото не е обновено.
В 1969 година местността на бившето село е прекръстена на Каливия (Καλύβια), в превод Колиби.
| Година    | 1913 | 1920 | 1928 | 1940 | 1951 | 1961 | 1971 | 1981 | 1991 | 2001 | 2011 | 2021 |
| --------- | ---- | ---- | ---- | ---- | ---- | ---- | ---- | ---- | ---- | ---- | ---- | ---- |
| Население | 320  | 501  |      |      |      |      |      |      |      |      |      |      |